# مايكل ستورم
مايكل ستورم (بالإنجليزية: Michael Storm)‏ هو رياضي خماسي أمريكي، ولد في 22 أغسطس 1959 في مقاطعة أرلنغتون في الولايات المتحدة.

## وصلات خارجية
- ميخائيل ستورم على موقع أوليمبيديا (الإنجليزية)